# Nokia Asha 302
Nokia Asha 302 är en Series 40-baserad mobiltelefon med fysisk QWERTY-knappsats från Nokia som annonserades 27 februari 2012 vid Mobile World Congress i Barcelona.